# Свети мученик Бидзин
Свети мученик Бидзин (Чолокашвили), Шалва и Елизбар Ксански су грузијски кнезови, који су ослободили Кахетију (Источну Грузију) од Перисијанаца.
Пошто је био владар Кахетије, кнез Бидзин, одлучио је да уз помоћ својих рођака владара ксанских кнеза Елизбара и његовог рођака Шалве смелим нападом истреби ослободи Кахетију од Персијанаца, који су ове пределе запосели у време персијског шаха Абаса II.
Војска коју су окупили свети владари истребила је 7000 персијских породица, и Кахетија у потпуности ослобођена од Персијанаца. Након тога, успостављено је поново хришћанско богослужење, епископи и свештеници су се вратили из избеглиштва. Абас II, је сазнавши за ово, наредио грузијском цару Вахтангу IV који је примио ислам и који је познат под именом Шах-Наваз да му под хитно доведе три неустрашива света кнеза.
Пошто их је Вахтанг издао свети владари храбро стадоше пред шаха у Испагању и смело су пред њим исповедали своју веру. Нико није могао да натера исповеднике који су стајали на тврдом исповедању Христове вере да промене мишљење. Шах Абас, испробавши сва могућа средства укључујући обећања, претње и муке, послао је Бидзина, Елизбара и Шалву код бившег владара Кахетије, султана Алдаранског, који је тада живео у Испагању.
Светог Елизбара и Шалву су немилосрдно тукли батинама и вукли их по земљи; затим, после затварања у тамницу извели су их на трг и њихова изранављена тела намазали медом, па везали за стубове како би мученици патили од врелих сунчевих зрака и од инсеката који су их у облетали у ројевима те им се тела надуше попут џакова. Затим мучитељ видећи непоколебљивост војника Христових нареди да се простреле мецима, да се секу сабљама и најзад, да им се одрубе главе.
Ова зверска мучења су се одвијала пред очима светог Бидзина како би га заплашили, али је свети кнез остао непоколебљив исповедник Христов, због чега је султан како би га обрукао наредио да га обуку у женску хаљину, ставе на магарца и воде по читавом граду Испагањ.
После овога били су позвани угледни говорници да убеде Бидзина да прими ислам, али кад се испоставило да је све узалуд султан је наредио да се тело мученика сече на делове, да му се оштрим оруђем сече сваки зглавак и да му се на крају одруби глава. Света тела ова три мученика су била бачена на место ван града где се бацало ђубре, али је дивна светлост са неба целе ноћи сијала над њима, и Јермени који су живели у Испагању, видевши ову светлост одоше ноћу и тајно однесоше и сакрише у својој цркви мошти светих мученика, а после неког времена свете мошти су однете у Карталинију и са почастима погребене у икортском Архангелском манастиру на 25 врста од града Гори и на 88 врста од Тифлиса.
Овај догађај се десио 18. септембра 1660. године.